# Légendes rustiques
Légendes rustiques est un recueil de légendes et de croyances populaires françaises de la région du Berry réunies et mises par écrit par George Sand et publiées en 1858. Une édition posthume paraît en 1877. Ces légendes sont illustrées de gravures en couleur par Maurice Sand.

## Structure
Le recueil est précédé d'une adresse à Maurice Sand, le fils de George Sand, où elle le remercie d'avoir illustré les légendes du recueil. Suit un Avant-propos où George Sand affirme l'importance de préserver les légendes paysannes du monde entier et précise les conditions dans lesquelles elle a recueilli celles qui figurent dans le recueil.
Le recueil proprement dit regroupe douze légendes ou thèmes folkloriques du Berry. Chacun de ces douze chapitre fait l'objet d'une gravure d'après un dessin de Maurice Sand.
« Les Pierre-Sottes ou Pierres-Caillasses » décrit un ensemble de croyances liées à des pierres capables d'apparaître et de disparaître en des lieux variés, soit d'elles-mêmes, soit déplacées par des êtres surnaturels, des fées appelées fades ou martes, ou d'autres noms encore.
« Les Demoiselles » évoque les croyances à de grandes dames aux contours flous qui apparaissent et se tiennent immobiles, mais sont insaisissables dès qu'on veut trop s'en approcher. Suit l'histoire de Jean de la Selle et de sa rencontre avec l'un de ces êtres.
« Les Laveuses de nuit ou Lavandières » sont des spectres féminins ayant l'aspect de femmes occupées à battre leur linge le long des rivières la nuit (voyez à Lavandière de nuit). Sand rapporte qu'elles sont considérées comme des âmes de mères infanticides condamnées à laver leur linge jusqu'à la fin des temps. Quiconque les aperçoit et les observe de trop près ou les dérange se trouve en grand danger d'être pris, battu et tordu à mort en même temps que leur linge. Suit l'histoire d'un ami de l'auteure ayant rencontré ces spectres. Le chapitre se termine par l'évocation de plusieurs croyances voisines : les pieds blancs, la brayeuse de nuit et la peillerouse de nuit.
« La Grand-bête » (ou Taranne, ou levrette, ou d'autres noms) est un gros animal féroce, à l'apparence hybride, qui rôde dans les campagnes la nuit, mais qu'on n'arrive jamais à capturer pour le tuer, même en organisant de vastes battues dans toute la région. Suit l'histoire du bœuf malade du gros Martinet et de la façon dont un sorcier apprit à ce paysan un sorcelage contre la grand'bête.
« Les Trois Hommes de pierre » rapporte des légendes de la Creuse et des environs : des histoires de géants concernant Gargantua, mais antérieures aux livres de Rabelais, et d'autres histoires de géants associées à de grandes pierres, en particulier les trois hommes de pierre. Suit l'histoire de Chauvat qui vit ces pierres se déplacer en gesticulant horriblement. Le chapitre se termine par d'autres légendes concernant les retournants (les revenants, avec quelques particularités), que l'auteure suppose peut-être liées à des souvenirs de crues ou d'une bataille voisine, et une croyance en un grand serpent.
« Le Follet d'Ep-Nell » évoque la croyance en un démon ou être diabolique appelé le Georgeon dans le lieu dit la vallée Noire, dans le Berry. Invoqué par les sorciers, Georgeon, comme le Diable, passe parfois des marchés avec des paysans, chacune des parties essayant de duper l'autre. Suivent plusieurs variantes d'une histoire ayant pour personnage principal un fé amoureux, puis les évocations d'autres variantes autour des croyances aux êtres fés, gobelins, follets des écuries, etc. avec des comparaisons avec des légendes d'autres parties de la France.

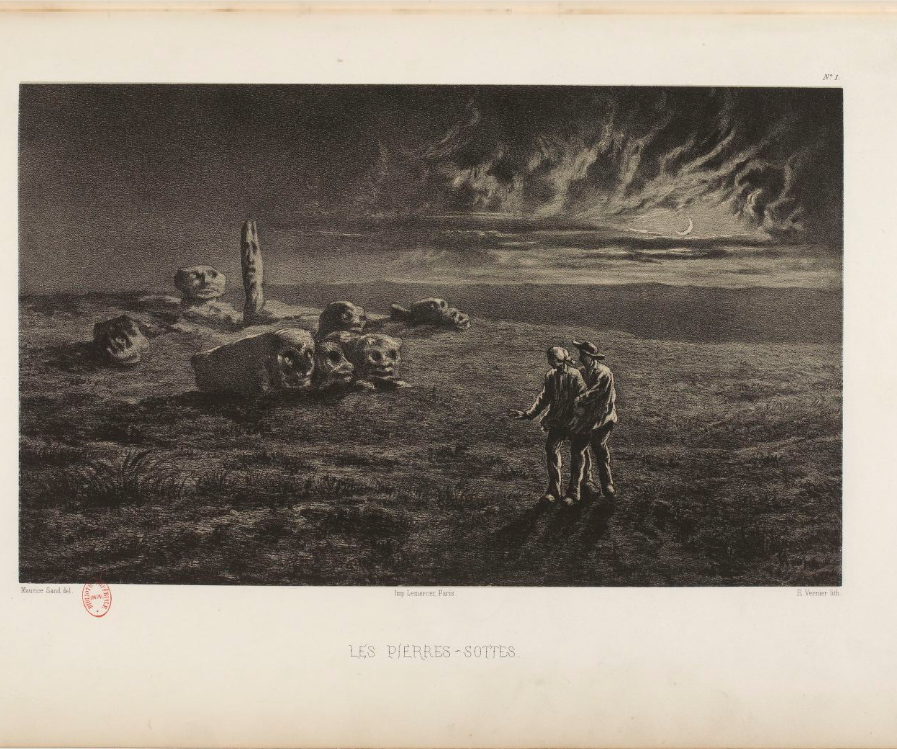
Les Pierres-Sottes
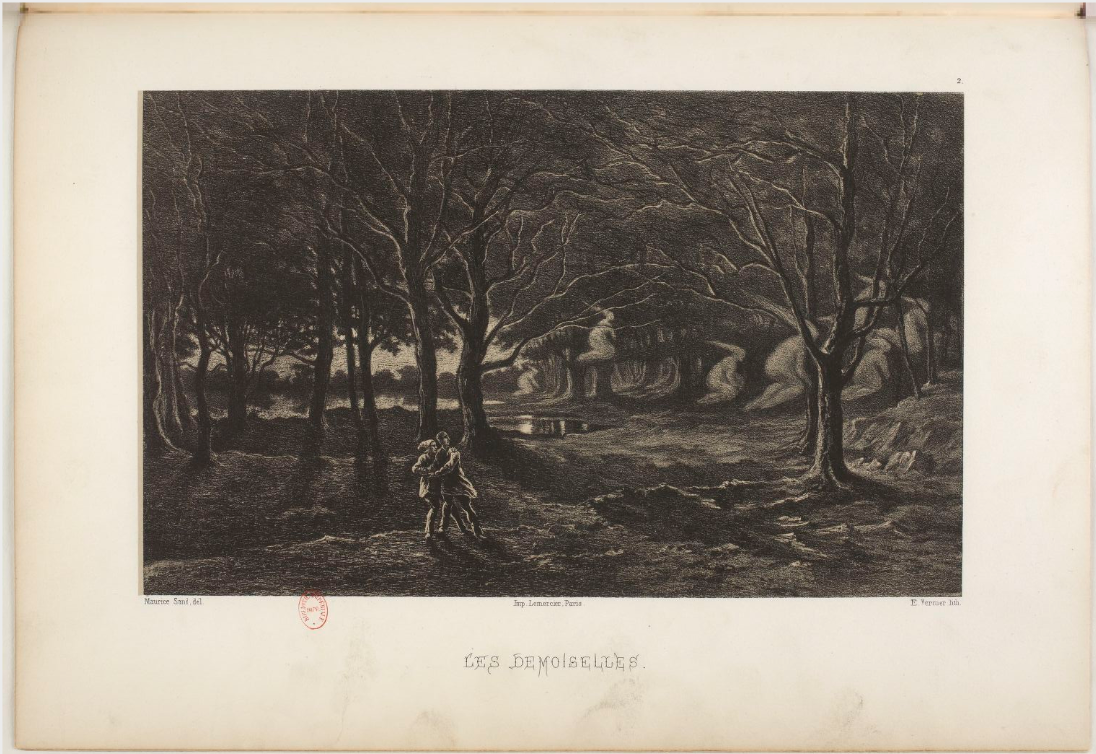
Les Demoiselles
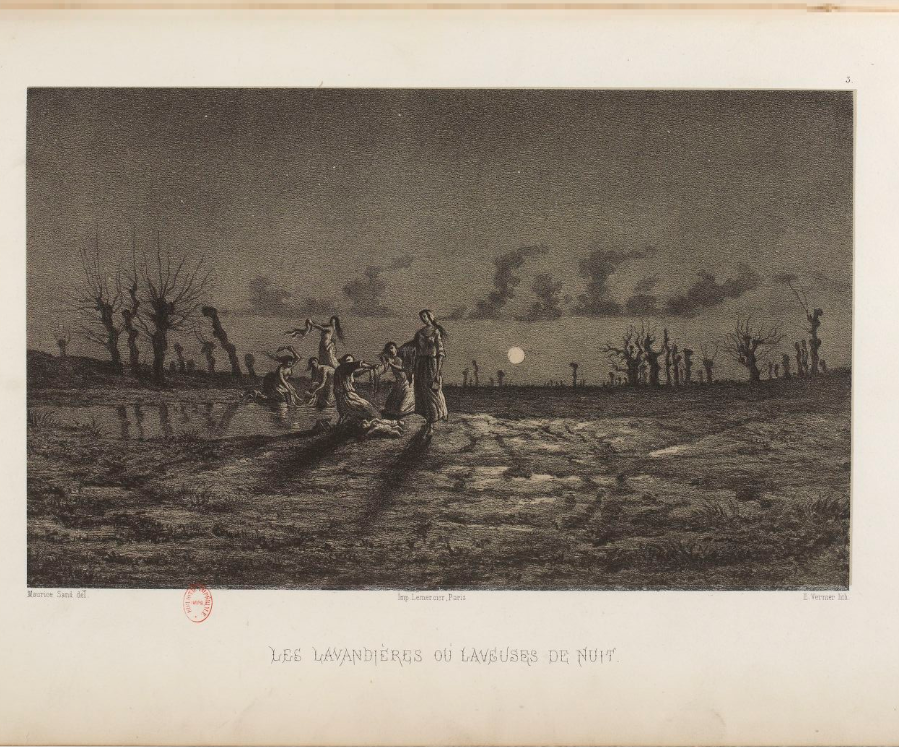
Les Laveuses de nuit
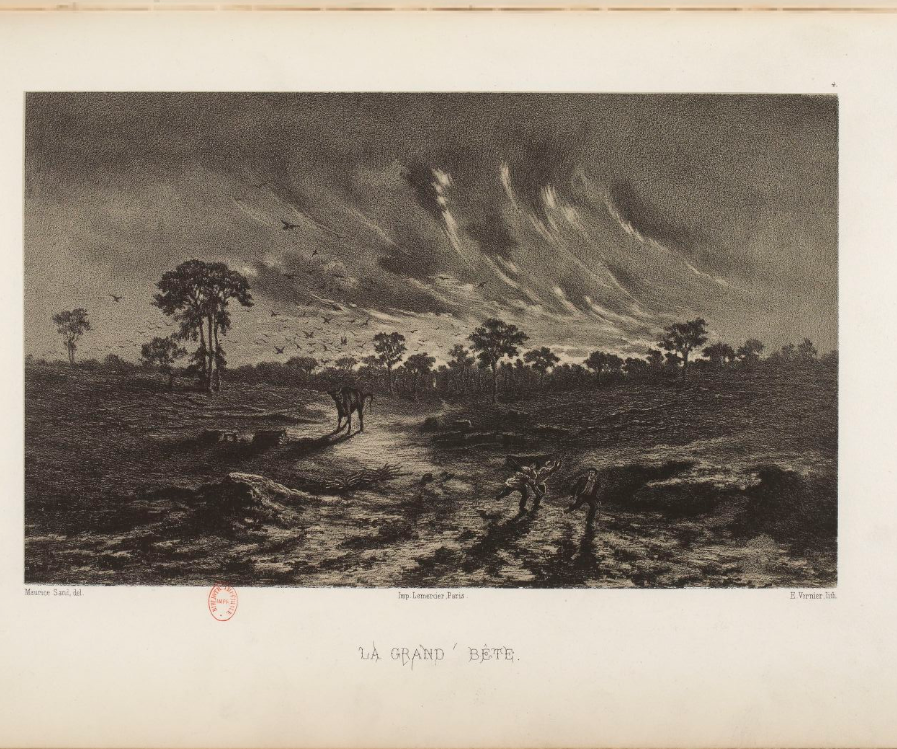
La Grand'bête
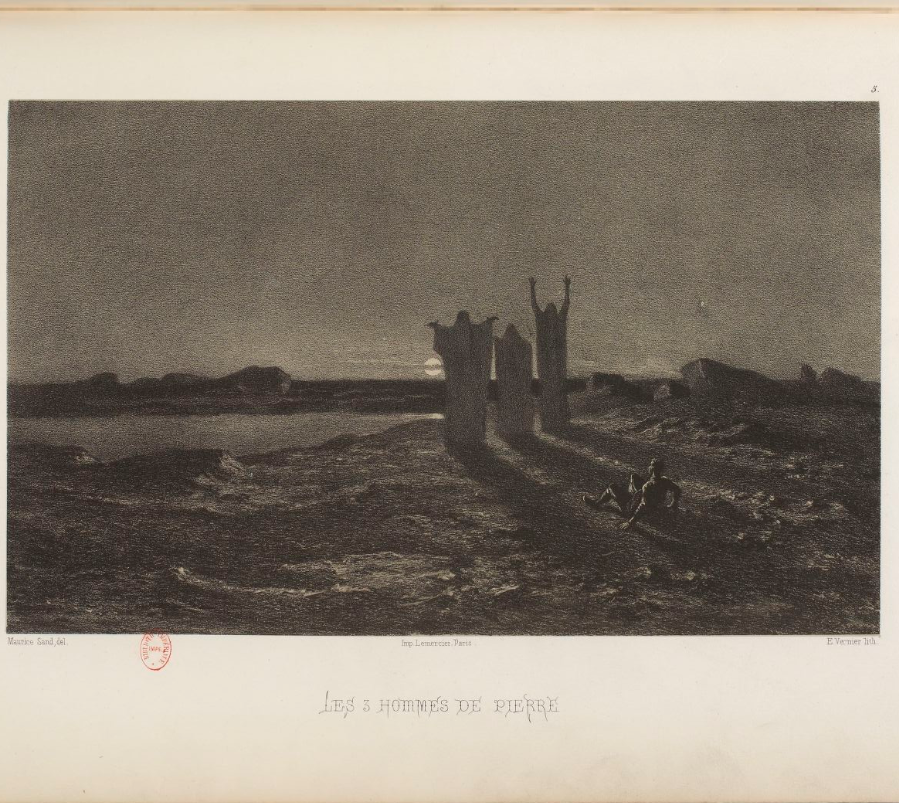
Les Hommes de pierre
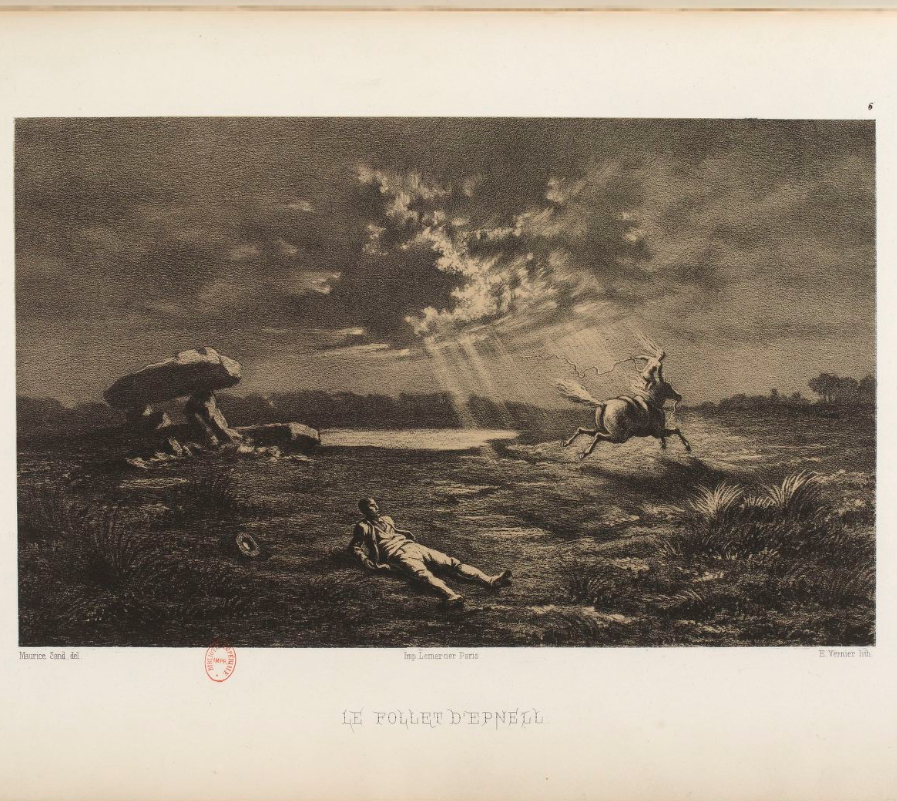
Le Follet d'Ep-Nell

« Le Casseu' de bois » regroupe des croyances en un homme fait de feu ou de fer rouge, qui va dans les bois en embrasant ou en cassant les branches. On l'entend plus souvent qu'on ne le voit. Le chapitre se termine par la légende d'un curé qui s'oppose à un esprit malin tourmentant les âmes de villageois morts dans le courant de l'année.
« Le Meneu' de loups » évoque des croyances du pays de Brenne (notamment des villages de Paunay, Saunay, Rosnay et Villiers) mettant en scène des sorciers capables d'apprivoiser et de conduire les bandes de loups (voyez l'article Meneur de loups), ainsi que des variantes sur la notion de garou. Le chapitre contient une courte histoire sur un meneur de loups dans la forêt de Châteauroux, ainsi que d'autres témoignages et croyances sur les ménétriers du Morvan et les sonneurs de vielle de la vallée Noire. Le chapitre se termine par l'histoire de Julien et de la musette ensorcelée qu'il trouve et qui charme les loups.
« Le Lupeux » évoque les histoires d'animaux fantômes, dont celle du chien de Monthulé en Normandie, que l'auteure compare aux bêtes revenantes du Berry. Il y est question aussi du fantôme d'une brebis noire et de celui d'une pie ayant appartenu à la sorcière dite la Grand'Gothe, puis du lupeux, qui fait entendre sa voix aux voyageurs qui ne doivent surtout pas lui répondre (voyez l'article Crieur (légende)). Le chapitre se termine par des légendes de meubles revenants racontées dans le canton de la Châtre.
« Le Moine des Étangs-Brisses » est un gigantesque spectre de moine qui apparaît aux malheureux passants qui s'aventurent le long des Etangs-Brisses, comme Jeanne et Pierre dont l'histoire est racontée par le menu. La fin du chapitre rapproche cette croyance de la légende du moine bourru.
« Les Flambettes » évoque diverses croyances en des sortes de lueurs mobiles qui harcèlent et fatiguent les voyageurs pour les perdre. Suit l'histoire d'un paysan dont une Flambette était tombée amoureuse et avait pris une forme en apparence humaine pour le demander en mariage. Il refusa, mais elle le harcela par sorcellerie jusqu'à ce qu'il feigne d'accepter, mais il s'en débarrassa grâce à un tour conseillé par un ami.
« Lubins et lupins » évoque différents esprits de la nuit, des esprits gardiens comme la hure, mais aussi les lupins qui sont des hommes-loups maléfiques qui rongent parfois les ossements dans les cimetières, et les lubins pacifiques ayant la forme de loups se tenant sur deux pattes qui se contentent de converser la nuit le long des grands murs blancs. Suit l'histoire d'un petit tailleur bossu de Saint-Bault ayant peut-être eu affaire aux lubins.

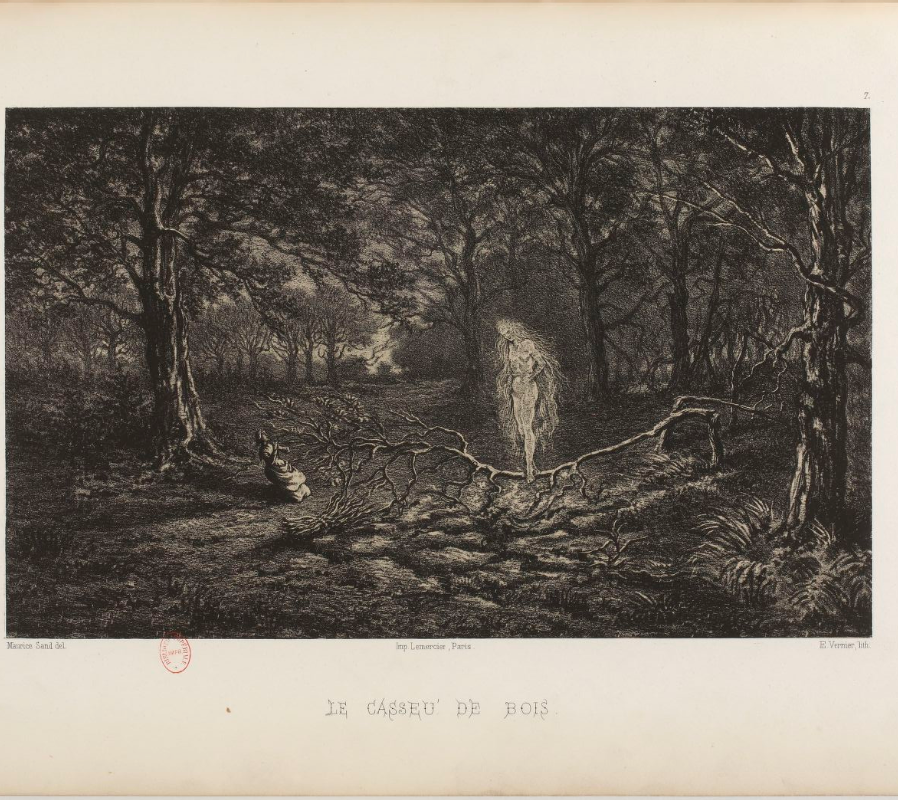
Le Casseu' de bois
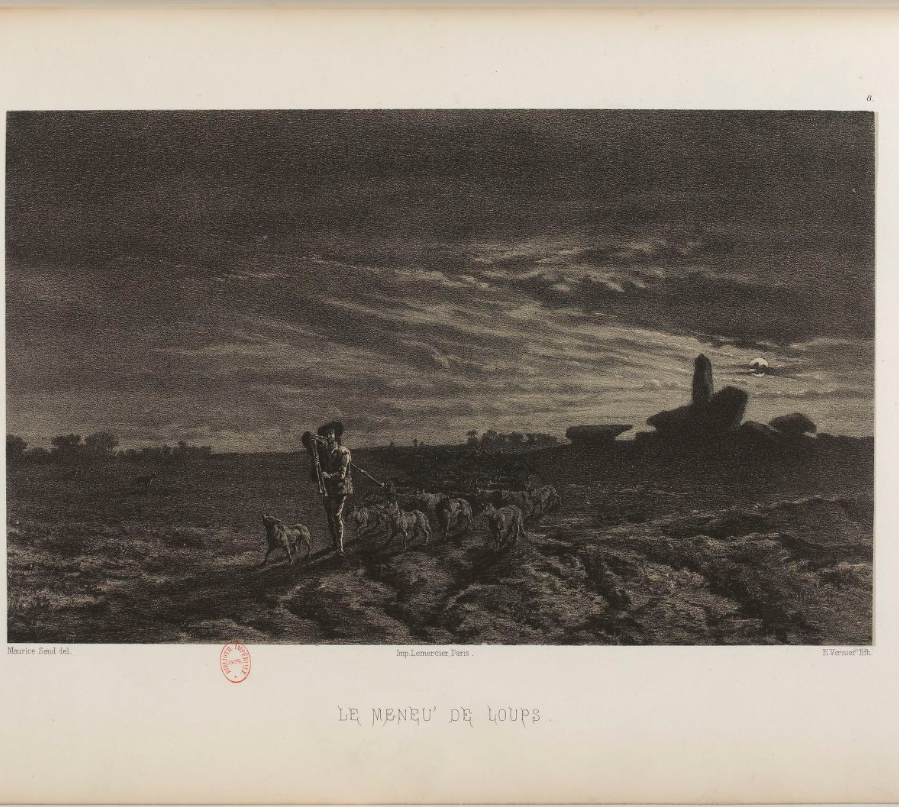
Le Meneu' de loups
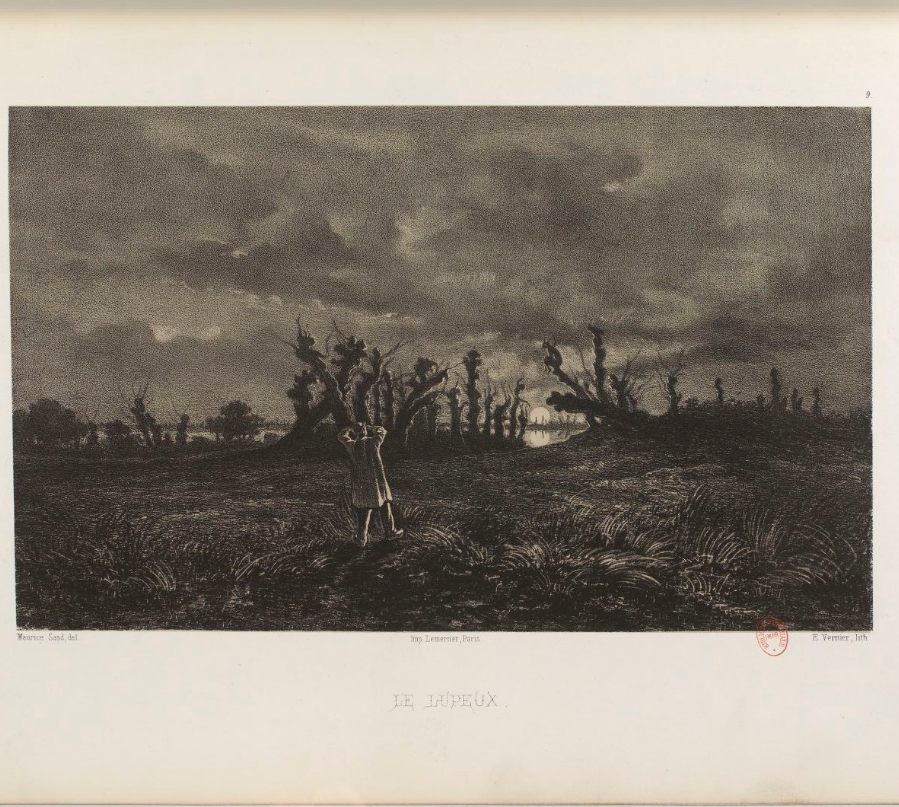
Le Lupeux
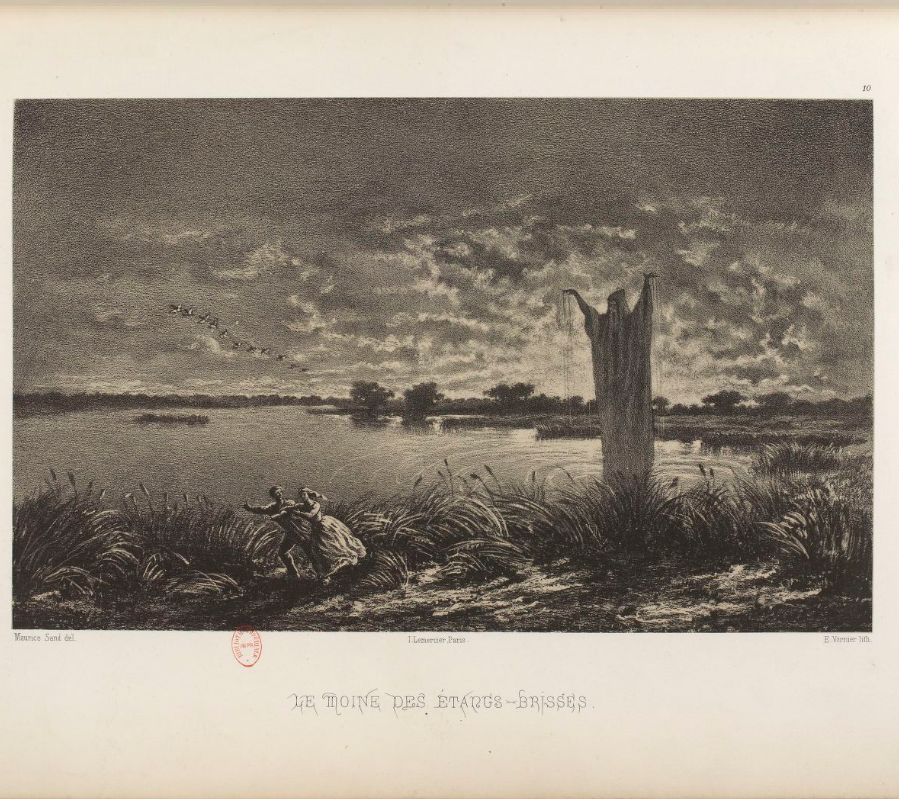
Le Moine des Étangs-Brisses
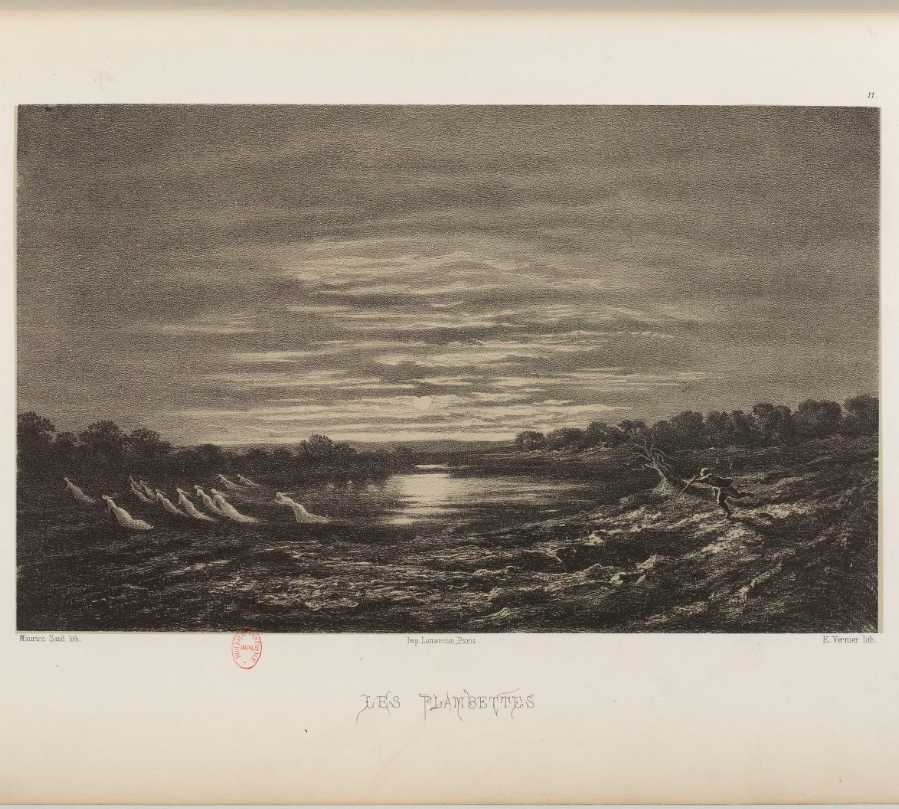
Les Flambettes
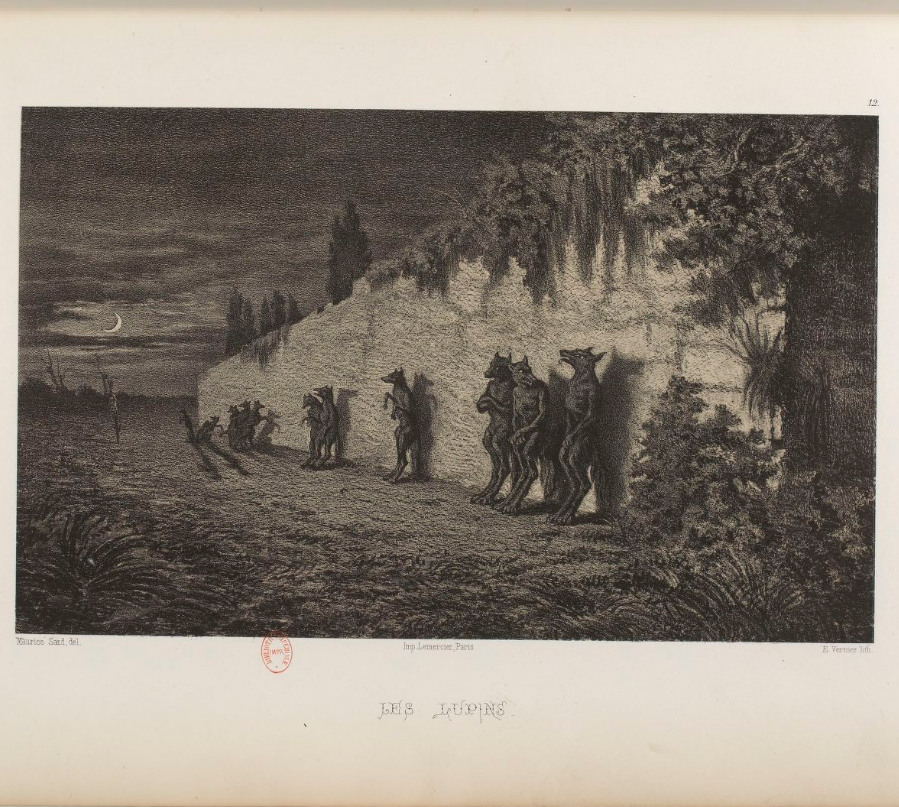
Les Lupins

## Élaboration de l'œuvre
Les Légendes rustiques s'inscrivent dans un intérêt de longue date de George Sand pour les croyances, les légendes et plus généralement la culture du Berry, sa région natale. Elle avait déjà consacré un article à un sujet proche en 1851, Les Visions de la nuit dans les campagnes.

## Principales éditions
Légendes rustiques paraît à Paris chez A. Morel en 1858, avec le texte de George Sand et les dessins de Maurice Sand. Un fac-similé de cette édition est paru à Marseille chez J. Laffitte en 1976. L'édition de 1858 a été numérisée et mise en ligne sur le portail Gallica de la Bibliothèque nationale de France en 2013. Une édition posthume paraît en 1877 chez Calmann-Lévy, dans la collection Michel-Lévy, dans le cadre de la série des Œuvres complètes de George Sand : elle regroupe Légendes rustiques avec la nouvelle Fanchette.
Le livre a été réédité régulièrement chez divers éditeurs depuis le XIXe siècle, tel quel ou regroupé avec d'autres textes. Parmi les rééditions reprenant les Légendes rustiques seules : chez Seheur en 1928 dans la collection "L'âme de la femme", chez Hallier en 1980, chez Pirot en 2000, chez La Découvrance en 2015, mais une part importante de ces rééditions n'inclut pas les dessins de Maurice Sand.
Certaines rééditions ajoutent aux douze chapitres d'origine des Légendes rustiques des légendes ou contes supplémentaires ou encore des essais tirés d'autres ouvrages de George Sand sur les croyances paysannes. Le tome Légendes rustiques paru chez Calmann-Lévy en 1888 dans la série des Œuvres complètes de George Sand regroupe avec les Légendes rustiques le court essai Croyances et légendes du centre de la France (qui semble être une préface écrite par George Sand pour le livre de Germain Laisnel de La Salle  Croyances et légendes du centre de la France : souvenirs du vieux temps, coutumes et traditions populaires comparées à celles des peuples anciens et modernes paru en deux volumes à Paris chez Chaix en 1875) ainsi que les nouvelles La Reine Mab, La Fée qui court, Le Ruisseau et Fanchette. Une édition chez Verviers et Marabout en 1975 fait suivre les Légendes rustiques du texte Les Visions de la nuit dans les campagnes. L'édition chez Paleo en 2010 dans la "Collection de sable" ne reprend pas les dessins de Maurice Sand, mais ajoute le court essai Croyances et légendes du centre de la France.

## Adaptation sonore
Un enregistrement sonore en six volumes des Légendes rustiques sous forme de CD, où le texte est lu par Valérie Jeannet et accompagné d'une musique de Chopin, a été éditée chez Cassiopée en 2006.

#### Éditions du livre
- George Sand, Légendes rustiques, éditions Paleo, "La collection de sable", 2010.

#### Études savantes
- Nicole Belmont, « L'Académie celtique et George Sand. Les débuts des recherches folkloriques en France », Romantisme, 1975, n°9 « Le peuple », p.  29-38. [lire en ligne]
- Simone Bernard-Griffiths, « La "fabulosité ou merveillosité" de l'imaginaire berrichon sandien : des Visions de la nuit dans les campagnes (1851-1855) aux Légendes rustiques (1858) », Cahiers George Sand, n°36 (Dossier "George Sand au pays des merveilles"), Association des amis de George Sand, 2014, p. 132-154.
- Vincent Robert, La petite-fille de la sorcière : enquête sur la culture magique des campagnes au temps de George Sand, Paris, Les Belles Lettres, 2015.  (ISBN 978-2-251-44530-4)